# Seznam gruzinskih tenisačev
Seznam gruzinskih tenisačev.

## B
- Aleksandre Bakši
- Nikoloz Basilašvili
- Mariam Bolkvadze

## Č
- Margalita Čahnašvili

## D
- Salome Devidze

## G
- Vladimir Gabričidze
- Ekaterine Gorgodze

## K
- Oksana Kalašnikova

## L
- Irakli Labadze

## M
- Aleks Metreveli
- Aleksandre Metreveli

## Š
- Sofija Šapatava

## T
- Ana Tatišvili